# Église Saint-Jean-Baptiste de Sérignac
L'église Saint-Jean-Baptiste de Sérignac est une église catholique située à Sérignac, dans le département du Lot, en France.

## Historique
L'église a été reconstruite au XVIIe siècle avec des matériaux de l'église antérieure. On en retrouve quelques éléments dans l'abside et dans le flanc sud.
L'édifice a été inscrit au titre des monuments historiques le 15 novembre 1993.
Plusieurs objets sont référencés dans la base Palissy.

## Mobilier
L'église possède un mobilier de style baroque du XVIIe siècle ainsi qu'un monumental retable dédié à saint Jean-Baptiste, classé à titre d'objet aux monuments historiques en 1910. Ce retable a été commandé à l'initiative du curé Jean Jouffreau et probablement réalisé par l'atelier de la famille Tournié de Gourdon. Il a été mis en place en 1693 mais n'a été achevé qu'en 1725.
L'église abrite aussi un bénitier classé au titre d'objet.